# دولنی لانوو
دولنی لانوو (به چکی: Dolní Lánov) یک منطقهٔ مسکونی در جمهوری چک است که در منطقه تروتنوف واقع شده‌است.